# مجموعة الدراسة
مجموعة الدراسة (بالكورية: 스터디그룹) هو مسلسل تلفزيوني كوري جنوبي، من بطولة هوانغ مين هيون، هان جي أون، شا وو-مين. لي جونغ هيون، شين سو هيون، يون سانغ-جيونغ، غونغ دو-يو. مبني إلى الويبتون الذي يحمل نفس الاسم لشين هيونغ ووك، تدور القصة حول صبي يريد الدراسة بجد لتحقيق هدفه الوحيد. بدأ عرضه على تيفينج في 23 يناير الى 20 فبراير 2025.

## القصة
يحكي قصة يون جا-مين، الموهوب فقط في القتال، الذي يحاول الدراسة بجد، لتحقيق هدفه في دخول الجامعة من خلال تشكيل مجموعة دراسية في مدرسة يو-سونغ الثانوية الفنية سيئة السمعة.

## طاقم
- هوانج مين هيون في دور يون جا مين[3]

طالب في السنة الأولى في مدرسة يوسونغ الثانوية التقنية، وهو مقاتل جيد، ولديه شغف بالدراسة ولكنه يعود في كثير من الأحيان بدرجات سيئة. يشكل مجموعة دراسية في المدرسة بهدف الالتحاق بالجامعة.
- هان جي يون في دور لي هان كيونغ[3]

معلمة بعقد مؤقت في مدرسة يوسونغ التقنية الثانوية، وهي الدعم القوي لمجموعة الدراسة.
- تشا وو-مين في دور بي هان-وول[3]

طالبة نموذجية في السنة الثانية في مدرسة يوسونغ التقنية الثانوية.
- لي جونغ هيون في دور كيم سي هيون[3]

زميل جا مين في الفصل الذي يشكل مجموعة دراسية معه.
- شين سو هيون في دور لي جي وو[3]

طالبة في السنة الأولى في مدرسة يوسونغ الثانوية التقنية، وهي الأخت الكبرى التوأم لهيون وو. وهي جزء من مجموعة الدراسة.
- يون سانغ-جيونغ في دور تشوي هي وون[3]

أفضل صديقة لـ جي-وو تنضم إلى مجموعة الدراسة.
- جونج دو-يو في دور لي جون[3]

عضو في مجموعة الدراسة

## الإنتاج
المسلسل من إخراج لي جانغ-هون ويو بوم سانج، وكتابة إيوم سيون-هو وأوه بو-هيون.وهو من تخطيط استوديو دراغون وإنتاج ييلاب بليكس. المسلسل مبني على ويبتونز الشهير الذي يحمل نفس الاسم من تأليف شين هيونج ووك.
في 12 مايو 2024، أكد ممثل من استوديو دراغون لوسائل الإعلام أن الموسم الثاني في المرحلة الأولى من التخطيط.

## الجوائز والترشيحات
| قائمة الجوائز والترشيحات | قائمة الجوائز والترشيحات | قائمة الجوائز والترشيحات | قائمة الجوائز والترشيحات | قائمة الجوائز والترشيحات | قائمة الجوائز والترشيحات |
| السنة                    | الجائزة                  | الفئة                    | المستلم                  | النتيجة                  | م.                       |
| ------------------------ | ------------------------ | ------------------------ | ------------------------ | ------------------------ | ------------------------ |
| 2025                     | جوائز بايكسانغ للفنون    | أفضل ممثل جديد           | تشا وو مين               | رُشِّح                      | [ 5 ]                    |
| 2025                     | جوائز بايكسانغ للفنون    | أفضل إنجاز تقني          | جو دونغ هيوك (ممثل)      | رُشِّح                      | [ 5 ]                    |

## روابط خارجية
- الموقع الرسمي
 (بالكورية)
- مجموعة الدراسة على موقع IMDb (الإنجليزية)
- مجموعة الدراسة على موقع قاعدة بيانات الفيلم (الإنجليزية)
- مجموعة الدراسة على هانسينما